# Palácio dos Estaus

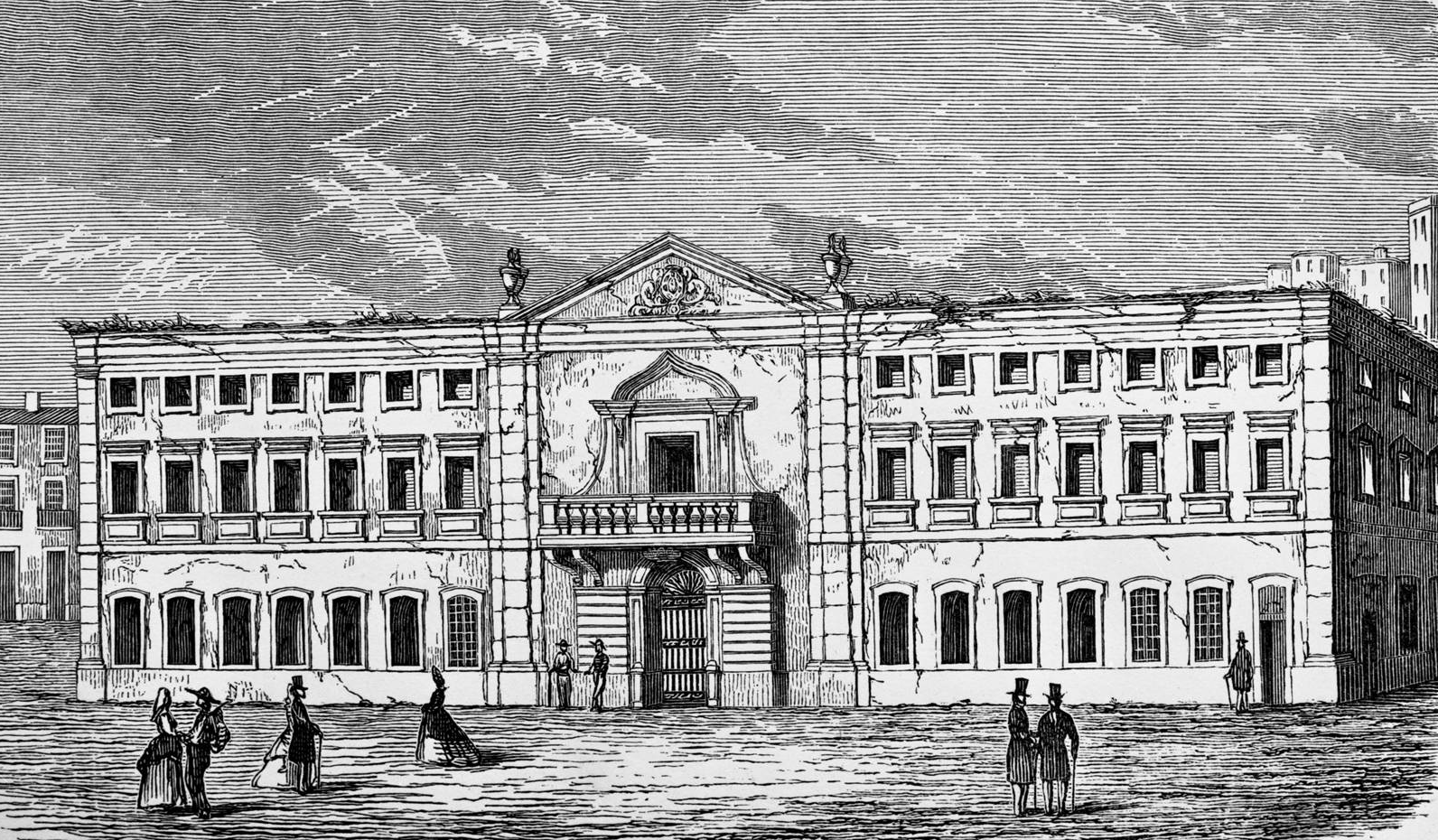
O Palácio dos Estaus após ter ardido em 1836.

O Palácio dos Estaus, também referido como Paço dos Estaus ou Palácio da Inquisição, com as suas torres de três andares, localizava-se no topo norte da Praça do Rossio, no centro histórico de Lisboa, em Portugal. Em seu lugar ergue-se, desde o século XIX, o Teatro Nacional D. Maria II.

## História
O Paço dos Estaus ("estaus" = estalagem) foi mandado erguer em 1449 pelo então regente D. Pedro como palácio para albergar pessoas da corte sem residência própria e os monarcas e embaixadores estrangeiros.
Neste paço habitou D. João III desde 1540, recebendo ali nesse ano São Francisco Xavier, e aí se realizaram muitas festas de corte. Foi aí que morreu D. Duarte, filho de D. João III, e que D. Sebastião recebeu das mãos do cardeal D. Henrique o governo do reino. Em 1571 nele se instalou o Tribunal da Santa Inquisição de Lisboa, sendo então oficialmente designado por Casa de Despacho da Santa Inquisição.
Pelo terramoto de 1755 ficou muito arruinado, sendo reedificado sob a direção de Carlos Mardel. No lugar do Palácio dos Estaus, em 1807, passou a instalar-se o Paço da Regência e, em 1826, a Câmara dos Pares, sendo também ali instalada a Academia Real de Fortificação, a Secretaria da Intendência da Polícia, a Escola do Exército e o Tesouro Público.
Em 14 de julho de  1836, funcionando nele o Tesouro, ardeu completamente em poucas horas. No mesmo lugar, foi construído o Teatro Nacional D. Maria II, inaugurado em 1846.